# Michael Reiziger
Michael John Reiziger (Amstelveen, 3 de maio de 1973) é um técnico e ex-futebolista dos Países Baixos que jogava como lateral-direito. Atualmente comanda o Ajax B.

## Carreira como jogador
Descendente de surinameses, Reiziger iniciou a carreira no Ajax em 1990, mas para ganhar mais experiência, foi emprestado para o Volendam, onde jogou entre 1992 e 1993, e para o Groningen, e retornou ao Ajax já mais amadurecido, fazendo parte da equipe campeã da Liga dos Campeões de 1995.
Em 1996 transferiu-se para o Milan, porém uma série de lesões inviabilizou sua presença no Rossonero (jogou apenas 10 partidas). Logo em seguida foi para o Barcelona, por indicação do treinador holandês Louis van Gaal. Passou 7 temporadas na equipe catalã (1997-2004), ganhou dois Campeonatos Espanhóis e mais uma Copa do Rei.
Em 2004 se transferiu para o Middlesbrough, através do Caso Bosman. No dia 31 de agosto de 2005, voltou à Holanda para defender o PSV Eindhoven após um período de lesões no Boro. Nos dois últimos anos de carreira, reencontrou Patrick Kluivert, seu ex-companheiro de Seleção Holandesa.
Antes de se aposentar em 2007, aos 34 anos, Reiziger recebeu propostas de três clubes: South Melbourne e Sydney FC, ambos da Austrália, e Wellington Phoenix, clube neozelandês que disputa a Liga de Futebol do mesmo país. O lateral recusou as três propostas.

## Seleção
Reiziger estreou pela Seleção Holandesa no dia 12 de outubro de 1994, contra a Noruega. Ele jogou pelo país as Eurocopas de 1996, 2000 e 2004, e a Copa de 1998. Ele se despediu da Oranje depois da Eurocopa de 2004. Em dez anos de Seleção, Reiziger disputou 72 jogos e marcou um gol.

## Carreira como técnico
A primeira experiência de Reiziger como treinador foi no Sparta Rotterdam, comandando as categorias de base do clube entre 2013 e 2014, quando foi promovido a auxiliar-técnico, função que exerceria durante 3 anos.
Voltou ao Ajax em 2017, para treinar o time B, onde permanece desde então - em 2017, assumiu interinamente a equipe principal após a demissão de Marcel Keizer, que também foi seu antecessor no Jong Ajax.

## Titulos

### Com oAjax
- Campeonato Holandês: 1995 e 1996
- Liga dos Campeões: 1995
- Mundial de Clubes: 1995
- Supercopa Europeia: 1996

### Com oBarcelona
- Supercopa da UEFA: 1997
- Copa do Rei: 1998
- Campeonatos Espanhol: 1997-1998 e 1998-1999
- Copa da Cataluña: 1999-2000

### Com oPSV Eindhoven
- Campeonato Holandês: 2006